# Larets Marii Meditji
Larets Marii Meditji (russisk: Ларец Марии Медичи) er en sovjetisk spillefilm fra 1980 af Rudolf Fruntov.

## Medvirkende
- Valerij Ryzjakov som Vladimir Ljusin
- Klara Lutjko som Madlen Lokar
- Emmanuil Vitorgan som Vensan Savinji
- Nadezjda Khil som Marina Ovtjinnikova
- Jevdokija Urusova som Vera Tjarskaja